# Estación Presidente Derqui
Presidente Derqui es una estación ferroviaria de la localidad Homónima, Partido del Pilar, Provincia de Buenos Aires, Argentina.

## Historia
Fue inaugurada el 1 de enero de 1902 por el Ferrocarril Buenos Aires al Pacífico.

## Características
Posee tres andenes (una plataforma lateral y una central). La estación posee un edificio de comienzos del siglo XX junto a locales comerciales más modernos. Existe también una antigua cabina de señales. En 2014 se elevaron los andenes para recibir a las nuevas formaciones. Frente a la estación existe un moderno centro de trasbordo con varias líneas de colectivos.

## Servicios
La estación corresponde a la Línea San Martín de los ferrocarriles metropolitanos de Buenos Aires que conecta las terminales Retiro, José C. Paz, Pilar y Domingo Cabred.

## Imágenes

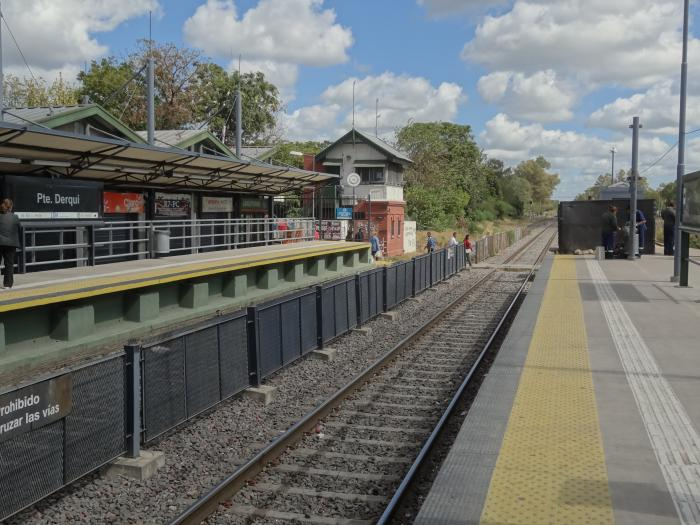
Vista de la estación sentido a Pilar